# Doris Twitchell Allen
Pour les articles homonymes, voir Twitchell.
 (décembre 2016).
Si vous disposez d'ouvrages ou d'articles de référence ou si vous connaissez des sites web de qualité traitant du thème abordé ici, merci de compléter l'article en donnant les références utiles à sa vérifiabilité et en les liant à la section « Notes et références ».
Doris Twitchell Allen est la créatrice du CISV International.